# 射出胞子
射出胞子（しゃしゅつほうし）というのは、胞子が形成された状態から、成熟して放出される時に力を受けて打ち出されるものを言う。菌類の担子菌などに多く知られる。

## 概説
胞子は藻類や菌類の散布体であり、遠くへ飛散するのは望ましいことである。一部の菌類では、胞子が形成される際に、成熟した胞子が打ち出されるような仕組みを持っている。そのようなその仕組みは胞子そのものが持つ場合、胞子の入った袋に備わる場合、子実体がそれを持つ場合などさまざまである。その中で、胞子そのものやそれを支える柄にその仕組みがあり、胞子の放出が急激な発射の形で行われる場合、それを射出胞子(ballistospore)と呼んでいる。例えば担子菌の担子胞子はその多くが射出胞子である。時に担子菌の射出胞子のみをこの名で呼ぶ。このような構造は分類群の特徴としても重要なものと考えられている。
なお、藻類などでは射出される例はあまりない。シダ植物では胞子嚢がはじけて胞子が打ち出されるのは普通である。

## 担子菌類の場合
担子菌類とは、普通の傘状のキノコを作るものを代表とする菌類である。その特徴は減数分裂を担子器という構造で行い、それによって担子胞子を形成することであるが、この担子胞子が射出胞子である。
傘状のキノコを作るものでは、担子胞子は傘の裏面のひだや管の側面に作られる。担子器は一般にはこん棒状で、先端部に2から4の短い柄を出し、その先端に担子胞子が形成される。担子胞子柄は先が細くなっており、担子胞子とはごく狭い部分で接続するが、この胞子が切り離される際に射出が行われる。射出する担子胞子はキノコ類の他にサビキン類などからも知られているが、腹菌類では射出しない担子胞子を作る例もある。
射出の機構についてはまだよくわかっていない。細胞や隔壁の構造にその仕組みを求める説もある。多くのものでは担子胞子柄と胞子の接続部の片側に小胞があり、これを”Buller's drop”という。胞子が離脱する際にそれが消えるのが観察される。そのため、当初からこれが射出に関わっているとの見方があったが、具体的な働きに関しては諸説あって確定しない。またこの小胞を持たないで射出が行われる例もある。
具体的には以下のような説が唱えられた。
- 膨圧のかかった細胞が急激に変形することによるとする説。
- 胞子や胞子の柄から微量の液体が噴出し、それが推力となる、との説(Brefeldなど)。
- 小胞の表面張力がエネルギー源であるとする説(Ingold)。
- 連結部の内部にガスを含む小粒が出現し、これが破裂する、との説(Olive)。
- 静電気の斥力による、との説。

現在のところ、この小胞の破裂によって胞子と柄の表面が水に濡れた状態となり、その際に両者の表面が静電気を帯び、それによる斥力が射出の力になっているとの説が有力視されている。放出された胞子が静電気を帯びていることは、傘の下に電荷を与えた板を置くことで確認されている。

### 担子菌にかかわる菌群
一部の酵母や、酵母に近い性質の糸状菌であるスポロボロミケスは菌体から短い柄を出し、その先端に胞子をつけるが、この胞子は担子胞子によく似た構造の射出胞子となっている。これらの菌はアナモルフ菌群（不完全菌）とされているが、このことはこれらの菌が担子菌類の系統に属することを示す証拠と考えられてきた。

## 接合菌の場合
ハエカビ目とバシジオボルス目のものが射出胞子を作る。これらはいずれもあまり発達のよくない菌糸体から柄を空中に延ばし、その先端に胞子をつけるが、これが射出される。
ハエカビでは、胞子の基部に隔壁が生じた後に、胞子内　部の圧力によって打ち出されるものとも、細胞質が噴出して飛ばされるとも言われる。胞子は時に数cmも飛ぶ。
バシジオボルスの場合、胞子の柄の部分を伴って射出される。胞子の下にはふくらんだ部分が生じ、ここに切り離される部分が出来て、そこから切り離されると、その内部の液体が後方に放出され、ロケット推進のように飛び出す。

## それ以外に射出される胞子
いわゆる射出胞子ではないが、放出時に射出される胞子は多い。子嚢菌類の胞子の多くは射出される。これは、子嚢の方に仕掛けがあって、先端の穴から内容が押し出されることによる。詳しくは子嚢を参照されたい。
胞子ではなく、胞子のうが射出されるのがミズタマカビの場合である。また、キノコではタマハジキタケが胞子の固まりを打ち出すことで知られている。

## 役割
先述のように、胞子は菌類の重要な散布体だから、それが遠くに打ち出されるのは有用な適応である。ミズタマカビなど糞生菌の場合、同一の糞の上で世代を重ねることはできないから、胞子を遠くに飛ばすことはさらに理にかなっている。飛ばされた胞子は周辺の草に付着し、それが動物に食われることで糞まで胞子がたどり着くものと考えられている。
ただし、担子菌類の場合、このような話とは無縁である。彼らの胞子は傘の下面の襞や管の内側に形成され、胞子の射出はその内部の空間に向かって行われるからである。襞や管の面はほぼ垂直になっており、担子器はほぼ水平になっている。胞子の射出される距離は1mm程度で、それ以上の距離の散布は空気の移動に依存する。胞子の射出はせいぜい周囲の組織に胞子が引っかからないようにする程度の効果を持つのであろう。腹菌類では子実体の内部で担子胞子の形成と成熟が行われるため、射出の意味がない。
ハエカビ類の場合、胞子の射出はおそらく散布体の拡散を助け、宿主を探す上で役立っていると思われる。この類では胞子がさらに胞子を射出することも知られる。
なお、射出する胞子を生じるものは、それを利用して分離することができる。例えば糞の上から胞子を射出する菌は、糞をいれた容器の蓋代わりに寒天培地を伏せて置けば、胞子は寒天培地に付着するので、これを培養するという方法が使える。逆に胞子形成側を培地の蓋に取り付ける手もある。